# Morelia (chi)
Morelia là một chi rắn lớn trong Họ Trăn (Pythonidae) được tìm thấy ở Indonesia, New Guinea và trên khắp nước Úc. Hiện nay, có tới tám loài được công nhận.
Nói chung, các loài rắn này sống trên cây hoặc sống nửa trên cây nửa dưới đất, và dành phần lớn quãng đời của chúng trong tán rừng. Mặc dù các trường hợp ngoại lệ xảy ra, đa số đều đạt được chiều dài trưởng thành là 2–3 m.

## Phạm vi phân bố
Các loài được tìm thấy từ Indonesia ở Quần đảo Maluku, phía đông qua New Guinea, bao gồm Quần đảo Bismarck và ở Úc.

## Các loài
Tám loài được công nhận:
| Các loài             | Tình trạng IUCN | Tác giả phân loại       | Các phân loài* | Tên gọi                           | Phân bố |
| -------------------- | --------------- | ----------------------- | -------------- | --------------------------------- | --- |
| M. amethistina       | LC              | (Schneider, 1801)       | 5              | Trăn Amethystine; trăn chà        | Tanimbar: trên đảo Tanimbar và các đảo xung quanh thuộc Quần đảo Indonesia / New Guinea Moluccan: trên đảo Maluku (hoặc Molucca) và các đảo xung quanh thuộc quần đảo Indonesia / New Guinea Halmahera: trên đảo Halmahera và các đảo xung quanh thuộc Quần đảo Indonesia / New Guinea New Guinea: hầu hết Papua New Guinea, bao gồm Quần đảo Bismarck và các đảo xung quanh trong Quần đảo New Guinea Úc: trên một số hòn đảo ở eo biển Torres, phía bắc Bán đảo Cape York bao gồm Atherton Tableland và chân đồi phía đông của dãy núi Great Dividing |
| M. azurea            |                 | (Meyer, 1874)           | 3              | Trăn cây xanh, trăn xanh miền Nam | Papua New Guinea (Biak, Numfor và Supiori trong nhóm Quần đảo Schouten thuộc Vịnh Cenderawasih) |
| M. bredli            |                 | (Gow, 1981)             | 0              | Trăn Bredl; trăn trung tâm        | Úc, ở vùng núi phía nam Lãnh thổ phía Bắc |
| M. carinata          |                 | (L.A. Smith, 1981)      | 0              | Trăn vảy gồ ghề                   | Úc, tây bắc Tây Úc ở phần dưới của sông Mitchell và sông Hunter, chỉ cách nội địa từ bờ biển |
| M. oenpelliensis     |                 | (Gow, 1977)             | 0              | Trăn Oenpelli                     | Úc, Lãnh thổ phía Bắc, trong những mỏm đá sa thạch ở phía tây Arnhem Land |
| M. spilotaT          | LC LR/nt        | (Lacépède, 1804)        | 6              | Trăn thảm; trăn kim cương         | Indonesia (miền nam Tây New Guinea ở Merauke Regency), Papua New Guinea (phía nam tỉnh miền Tây, khu vực cảng Moresby của tỉnh miền Trung và trên đảo Yule) và Úc (không bao gồm phần lớn trung tâm và phía tây bắc của đất nước) |
| M. viridis           | LC              | (Schlegel, 1872)        | 1              | Trăn cây xanh                     | Indo / Papuan: Indonesia (Misool, Salawati, Quần đảo Aru, Quần đảo Schouten, hầu hết Tây New Guinea), Papua New Guinea (bao gồm các đảo gần đó từ mực nước biển đến độ cao 1.800 m, Đảo Normanby và Quần đảo d'Entrecasteaux) Úc: Queensland dọc theo bờ biển phía đông của Bán đảo Cape York |
| M. riversleighensis† |                 | (Smith and Plane, 1985) | 0              | (không có)                        | Tuyệt chủng, hài cốt được tìm thấy ở Queensland, Australia |

*) Không bao gồm các phân loài được đề cử